# 알렉세이 페트로프 (역도 선수)
알렉세이 알렉산드로비치 페트로프(러시아어: Алексе́й Алекса́ндрович Петро́в, 1974년 9월 8일~)는 러시아의 역도 선수이다. 1996년 하계 올림픽에서 남자 미들헤비급에서 금메달을 획득했으며, 2000년 하계 올림픽에서 남자 미들헤비급 동메달을 획득했다.

## 경력
볼고그라드에서 태어난 페트로프는 볼고그라드 주립 체육 아카데미에서 체육교육을 전공했다. 그는 1976년 하게 올림픽에서 우승을 차지한 소련 국가대표 역도 선수인 다비트 리게르트를 존경하며 역도를 시작했다.
1990년대 초반부터 전문 역도 선수로 활동하기 시작했으나 당시 러시아의 경제 사정으로 인해 선수 생활에 어려움을 겪었다. 1992년에 독립국가연합 주니어 국가대표 선수로 발탁되었다. 그러나 대회 참가 비용을 마련하지 못하여 대회 참가가 무산이 될 위험에 처해졌으나 로토르 볼고그라드의 회장인 블라디미르 고류노프의 지원을 받아 국제 대회에 출전할 수 있게 되었다.
그는 1994년 유럽 선수권 대회와 1994년 세계 선수권 대회에서 우승했고 4개의 세계 기록을 세웠다. 그는 1996년 하계 올림픽때 91 kg 부문에서 금메달을 획득했고, 인상에서 자신의 2번째 세계 기록을 세웠다. 그는 2000년 하계 올림픽때 94 kg 부문에서 3위를 했다.
2004년에 약혼했고, 2006년에 현역에서 은퇴했다. 은퇴 후인 2009년 8월 볼고그라드 시청 행정부 스포츠 위원회 부회장으로 임명되었다.